# Anorthopygidae
De Anorthopygidae zijn een familie van uitgestorven zee-egels (Echinoidea) uit de orde Holectypoida.

## Geslachten
- Anorthopygus Cotteau, 1859 †
- Pileus Desor, 1857 †